# Långskär (öst Vårdö, Åland)
Långskär är en ö i Åland (Finland). Den ligger i Skärgårdshavet och i kommunen Vårdö i landskapet Åland, i den sydvästra delen av landet. Ön ligger omkring 34 kilometer nordöst om Mariehamn och omkring 250 kilometer väster om Helsingfors.
Öns area är 31,6 hektar och dess största längd är 1 kilometer i sydväst-nordöstlig riktning. Ön höjer sig omkring 10 meter över havsytan.